# 吉首光唇魚
吉首光唇鱼（学名：Acrossocheilus jishouensis)，又稱吉首石𩼧，为輻鰭魚綱鯉形目鲤科光唇鱼属的其中一种，该物种是中国的特有物种，體長可達16.9公分，栖息在淡水流域，生活习性不明。

## 扩展阅读
維基物種上的相關：吉首光唇鱼